# Anne-Marie Coffinet
Anne-Marie Coffinet (París, 16 de mayo de 1933–Créteil, 26 de marzo de 1984) fue una actriz teatral, cinematográfica y televisiva francesa. 

## Biografía
Nacida en París, Francia, el 25 de marzo de 1964 se casó en esa ciudad con el actor François Maistre. La pareja tuvo un hijo, Jean François Maistre.
Falleció en Créteil, Francia, en 1984, a causa de un cáncer.

## Teatro
- 1958 : Scènes de comédie, de Alain,  escenografía de François Maistre, Théâtre de Lutèce
- 1961 : Œdipe ou le Silence des dieux, de Jean-Jacques Kihm, escenografía de Delfor Peralta, Arènes de Cimiez
- 1962 : Œdipe ou le Silence des dieux, de Jean-Jacques Kihm, escenografía de Delfor Peralta, Comédie de Paris
- 1962 : La Brigitta, de Jacques Audiberti, escenografía de François Maistre, Théâtre de l'Athénée
- 1962 : Lulu, de Frank Wedekind, escenografía de François Maistre, Théâtre de l'Athénée
- 1963 : Léon ou La Bonne Formule, de Claude Magnier, escenografía de Jean Le Poulain, Teatro del Ambigu-Comique
- 1971 : El jardín de los cerezos, de Antón Chéjov, escenografía de Pierre Debauche, Théâtre des Amandiers
- 1978 : Candide, de Serge Ganzl a partir de Voltaire, escenografía de Jean-Claude Amyl, Théâtre national de Chaillot

## Filmografía

### Cine
- 1957 : L'Auberge en folie, de Pierre Chevalier
- 1958 : La Moucharde, de Guy Lefranc
- 1958 : Les Tricheurs, de Marcel Carné
- 1959 : Le Petit Prof, de Carlo Rim
- 1959 : Du rififi chez les femmes, de Alex Joffé
- 1959 : Asphalte, de Hervé Bromberger
- 1959 : La Verte Moisson, de François Villiers
- 1960 : Le Pain des Jules, de Jacques Séverac
- 1961 : La Fête espagnole, de Jean-Jacques Vierne
- 1961 : Le Pavé de Paris, de Henri Decoin
- 1961 : Les Menteurs, de Edmond T. Gréville
- 1961 : Le Siècle a soif, de Raymond Vogel
- 1962 : Les dimanches de Ville d'Avray, de Serge Bourguignon
- 1962 : Un singe en hiver, de Henri Verneuil
- 1963 : Mélodie en sous-sol, de Henri Verneuil
- 1963 : Blague dans le coin, de Maurice Labro
- 1963 : La Soupe aux poulets, de Philippe Agostini
- 1964 : Cent mille dollars au soleil, de Henri Verneuil
- 1964 : La Ronde, de Roger Vadim
- 1964 : La Dérive, de Paula Delsol
- 1965 : L'Amour à la chaîne, de Claude de Givray
- 1965 : Un milliard dans un billard, de Nicolas Gessner
- 1970 : Céleste, de Michel Gast
- 1970 : Qui ?, de Léonard Keigel
- 1971 : Dossier prostitution, de Jean-Claude Roy
- 1971 : La Cavale, de Michel Mitrani
- 1973 : La Punition, de Pierre Jolivet
- 1973 : Prenez la queue comme tout le monde, de Jean-François Davy
- 1973 : Lo Païs, de Gérard Guérin
- 1975 : Le Bougnoul, de Daniel Moosmann
- 1977 : L'Animal, de Claude Zidi
- 1979 : Démons de midi, de Christian Paureilhe
- 1980 : Comme une femme, de Christian Dura
- 1983 : La Lune dans le caniveau, de Jean-Jacques Beineix

### Televisión
- 1962 : L'inspecteur Leclerc enquête: "L'Inconnu du téléphone"
- 1964 : Avatar, de Lazare Iglesis
- 1968 : Au théâtre ce soir: La Duchesse d'Algues, de Peter Blackmore, escenografía de Robert Manuel, dirección de Pierre Sabbagh, Théâtre Marigny
- 1969 : Au théâtre ce soir: Many, de Alfred Adam, escenografía de Pierre Dux, dirección de Pierre Sabbagh, Théâtre Marigny
- 1972 : Les Misérables, de Marcel Bluwal
- 1973 : Au théâtre ce soir: Pique-nique en ville, de Georges de Tervagne, escenografía de Jacques-Henri Duval, dirección de Georges Folgoas, Théâtre Marigny
- 1977 : Les Enquêtes du commissaire Maigret, episodio Maigret et Monsieur Charles, de Jean-Paul Sassy
- 1978 : Les Enquêtes du commissaire Maigret, episodio Maigret et les témoins récalcitrants, de Denys de La Patellière
- 1982 : Les Enquêtes du commissaire Maigret, episodio Maigret et l'Homme tout seul, de Jean-Paul Sassy